# スクールランブルの登場人物
スクールランブルの登場人物（スクールランブルのとうじょうじんぶつ）では、小林尽の漫画作品『スクールランブル』の登場人物について記述する。

## 矢神学院高等学校
私立高校。共学。本校はイギリスにある。1902年「矢神学院中等学校」として創立。
制服は男子は学ラン。女子はブレザーとなっている。

### 2年C組生徒
男子19人、女子18人構成で計37人。個性豊かな生徒で編成されており、その弾けっぷりは学校内でも有名の様である。また女子は学級の美人度が学年トップと言われている。しかし、全体的な学力は他のクラスと比較してあまり良くない。ただし、学年のトップ3は花井・高野・結城の3人が独占している。

#### 2年C組女子
塚本天満（つかもと てんま）
声 - 小清水亜美

本編の主人公。烏丸大路に片思いをしている。
1年D組に妹の塚本八雲がいる。
11月30日生まれの射手座でB型。
沢近愛理（さわちか えり）
声 - 堀江由衣

天満の親友の一人。イギリス人の父を持つ帰国子女のお嬢様。
播磨拳児と複雑な関係にある。
2月28日生まれの魚座でA型。
周防美琴（すおう みこと）
声 - 生天目仁美

天満の親友の一人。面倒見の良い性格である。
運動能力が非常に高く、一条・ララとともに「武神」と並び称される。
7月26日生まれの獅子座でO型。
高野晶（たかの あきら）
声 - 清水香里
天満の親友の一人。通称「姐さん」。
1月29日生まれで水瓶座。AB型。身長およそ160cm。
レギュラーキャラクターながら長らくコミックスの表紙に登場していなかったが、21巻の表紙でようやく登場した（4・6巻のカバー裏などには登場している）。
冷静沈着かつ計算高い性格。茶道部部長。御意見番も担当している。言動には謎が多く、時々他人（主に花井）を陥れる事がある。
ポーカーフェイスでめったに笑わないが、笑顔は可愛いらしい（天満談）。
バイトをしまくっているが、成績は学年でもトップクラス（特に数学）。
文化祭の演劇で脚本を担当した。また趣味に写真、ビデオ撮影があり、着ぐるみを好んでいる。
情報収集能力に長けている。なぜか播磨の携帯番号どころか、いつどこで何やっていたのかまでを知っていたりする。しかし、何でも知っている訳ではない。
運動神経は良いが、実は泳げない。スキーも苦手で、斜面を転がって雪ダルマになった事がある。
花井を事ある事にからかったりちょっかいを出したりしており、身体的なダメージを負わせることも少なくない。
将来の夢は「冒険家」で、そのために「歴史と旅行を愛する男」を探している。
中学の頃は和風美人を思わせるお嬢様だった。また、沢近とは2年生になる前から付き合いがあった。
複雑な家庭環境にいるらしい。両親は離婚しており、父親の違う妹がいる。
名前の由来は高野山。
自身がメインのイメージミニアルバム第5巻で、キャラクターソング「Boy」（作詞 - 和泉優、作曲・編曲 - 岩戸崇、歌 - 清水香里）を披露している。ただし、他のキャラクターソングと異なり、メロディーをアレンジしたBGMは無い。
一条かれん（いちじょう かれん）
声 - 南里侑香（一学期・一学期補習）→MAKO（二学期・三学期）/歌 - Lia（二学期）

容姿とともに性格も控えめである。
アマレス部に所属しており、その能力は周防・ララとともに「武神」と称されるほど。
1月7日生まれの山羊座でA型。
嵯峨野恵（さがの めぐみ）
声 - 洞内愛
2年C組女版・影の実力者。
8月2日生まれで獅子座。B型。8巻のカバー裏、18巻の扉絵に登場。
愛称「さがのん」。別名「とんがり帽子」。
自分の事にはあまり関心が無いが、他人の恋愛話には非常に敏感。自ら仲人役を買って出るほど。1年間で10組のカップルを誕生させたらしい。
一条、結城の2人とは中学時代からの親友。隣子とも仲が良く、天満達とも交友がある。
男子バスケ部・マネージャー。中学の頃は自身もバスケ部で、一年生から活躍していた。足も速く脚線美。
文化祭ではバンドに加わり、ベースを担当する。
女子バスケ部設立時には俵屋に協力するため即席チームに加わる等積極的に動いた。
実家は定食屋「割烹さがの」で、店を手伝うなど親孝行。
明るい性格なために、クラスの男子には人気がある。
本人曰く「胸元フェチ」。
名前の由来は京都府の地名、嵯峨野。
結城つむぎ（ゆうき つむぎ）
声 - 田所ちさ
2年C組唯一のメガネっ娘。
4月12日生まれで牡羊座。AB型。8・18巻のカバー裏に登場。
愛称「つむぎん」。丸い眼鏡と三つ編みおさげがトレードマーク。アニメの1学期において、髪型が変えられていた。
一条、嵯峨野の2人とは中学時代からの親友。大塚とも仲が良く、しばしばたしなめ役になる。
成績は学年でもトップクラス。天文部部長で、尊敬する人物はスティーヴン・ホーキング博士。
自転車で登校をしており、とある出来事を切っ掛けに花井を意識し始める。
文化祭ではバンドに加わり、キーボードを担当する。
他人のルックスを羨ましく思う傾向がある。
委員長の花井と大塚の補佐役をやっている事が多い。
名前の由来は結城紬。
大塚舞（おおつか まい）
声 - 山崎美智
学級委員長。
4月22日生まれで牡牛座。A型。12巻の裏表紙に登場。
愛称「舞ちゃん」。花井と共に2年C組の仕切り役。真面目でしっかり者だが、やや短気なのが玉に瑕。花井を含め一筋縄とはいかない面々に相当手を焼いている。
父は遠洋漁業の船乗りで、家には不在がちだった。そのため、母と弟の3人だけで過ごすことが多く、幼い頃から自然と一人で家事をこなすようになり、現在のしっかりした性格になった。弟の名前は勇輝。
月に参考書を10冊買うほどの勉強家。
結城、雪野と仲が良い。
西本とは幼馴染という関係で、小学校からの腐れ縁である。事ある事にハリセンで引っ叩き、口では喧しく言っているが、何だかんだで友人として気にかけている面も多い。
表には出さないが、性格に似合わず魔法少女などメルヘンチックな話が大好きである。
スタイルは良く、アニメでは隠れ巨乳という設定になっている。
城戸円（きど まどか）
声 - 近江知永
陸上部のエース。
5月9日生まれで牡牛座。A型。7・19巻のカバー裏に登場。
別名「恋愛スナイパー」。
恋愛に関して、複雑な関係を沢山持っている。一応表向きは梅津茂雄と交際をしているという事になっている。スクールランブル史上初のキスシーンも見せた。しかし、裏だと他の男性の存在を思わせるエピソードを多く持っていて、他の男の車で送ってもらい（行き帰りも別の男の車）茂雄とデートしたことがある。秘密を隠すため菅を始め吉田山、西本にキスをする。
性格は恋愛関係に関してはかなり自由奔放的。ただし陸上に関しては真面目に取り組んでいる。
陸上の成績が良いために、大学の推薦はほぼ確実と言われている。
同じ陸上部の鬼怒川と仲が良い。三原、冴子を加え、4人でよくつるんでいる。
沢近とは、文化祭まで仲が悪かったらしい。
高校卒業後、詳細は不明だが梅津とは未だに付き合っている。
三原梢（みはら こずえ）
声 - 秋田まどか
2年C組のギャル。
12月2日生まれで射手座。A型。11巻のカバー裏に登場。
色黒の遊び人（ただしガングロではなく日焼け）。歌が苦手。海に家が近いため、サーフィンが得意。
中学生の頃は太っていた。兄の影響からサーフィンにのめり込み、その影響でどんどん痩せていき、現在の体型になった。
サーフィン仲間の一人に恋をして、付き合っているつもりになっていたが、実は自分ひとりの思い込みだったという苦い経験がある。この出来事が三原を変えていく大きなきっかけとなった。
冴子と仲が良い。鬼怒川、城戸を加え、4人でよくつるんでいる。男を騙す側に回るため、冴子達とつるんでいる事で常に学んでいるらしい。
実際は真面目な性格。周りに合わせて軽い女を演じる事に疲れてしまう事がある。
当初は今鳥、一条と三角関係と思われる状態だったが、現在は特に好きな男性はいない様子。
鬼怒川綾乃（きぬがわ あやの）
声 - 花村怜美
クールな少女。
9月23日生まれで天秤座。B型。7巻のカバー裏に登場。
通称「おキヌ」。髪型はベリーショート。身長の低い幼児体型。
同じ陸上部員の城戸とは陸上コンビと称されているほど、仲が良い。三原、冴子を加え、よく4人でつるんでいる。
実家は銭湯「矢神湯」。男の裸体は見慣れている。
男子曰く「性癖はドS」。
斉藤に片想いをされているが、本人は全く相手にしていない。好きな男性はいるらしい。
高校卒業後、斉藤ではない男と結婚した。相手は不明。最終回では、夫の仕事の関係でアメリカで暮らしている。
名前の由来は鬼怒川温泉（『Treasure File』では「たぶん偶然」と解釈されている）。
永山朱鷺（ながやま とき）
声 - 大谷美貴
隠れていたダイヤの原石。
2月29日（3月1日）生まれで魚座。AB型 (Rh-)。10巻のカバー裏に登場。
ストレートのロングヘアが特徴の大和撫子。
サバゲー中に田中にデートに誘われ、吊り橋効果もあってか交際が始まっている。現在はクラス一の純愛カップルとなっている。
サバゲーでは喫茶店軍の通信を担当していた。
DJ YOSHIMOの大ファン。DJ YOSHIMOの事になると、たまに周りが見えなくなる事がある。
和食が好きであり、こし餡よりもつぶ餡である。
実は男子からの人気は高い。田中以外に石山からも片想いをされていた。
高校卒業後、田中と結婚する。
名前の判明は8巻。しかし第2話ですでに彼女の名前はクラス替えの掲示板の中に登場している。
隣子
声 - 山本麻里安
播磨の隣の席の女の子。
6月7日生まれで双子座。O型。9巻のカバー裏に登場。
実は第1巻の3話目ですでに登場している最古モブの女子。
大人しい性格だが、少し変わっている。吉田山の髪型が気になっている。
好きな男子はいるらしい。
雪野、嵯峨野と仲が良い。
文化祭の演劇でナレーターを担当していた。
愛称「順ちゃん」。本名は不明だが、第2話のクラス替えの掲示板の中に「砺波順子」という名前が書かれている。
アニメ「スクールランブル2学期」においては、隣子という名前が公式的な名前になっている。
雪野美奈（ゆきの みな）
声 - 茂木智子
ウェービーヘアの女の子。
10月18日生まれで天秤座。O型。9巻のカバー裏に登場。
隣子と同様、早い時期からモブとして登場していた。意外に元気が良く、またスタイル抜群。
原作より先にアニメで本名が公開された。ほとんど目立たない地味な存在だが、要所要所で登場している。
隣子、大塚と仲が良い。
第17話目のソフトボールの時間に初登場。サードを守っていた。
好きな男子はいるらしい。高野に憧れを抱いている節がある。
冴子（さえこ）
声 - 山本麻里安
クラス一の遊び人。左耳にピアスをしている。
4月24日生まれで牡牛座。A型。11・19巻のカバー裏に登場。苗字は不明。愛称「冴ちゃん」。
計算が高く、数多くの男性を相手にしている。その一方で本気の恋愛に憧れている。
現在のクラスだと特に好きな男子はいない。
三原と仲が良い。鬼怒川、城戸を加え、よく4人でつるんでいる。
文化祭の模擬店「喫茶Rumble」ではナンバー1の称号を手に入れた。
一度狙った男を絶対に逃さないとクラスの男子に噂をされている。一部で「オトシの冴子」という異名を貰っている。
2年C組女子生徒A
12巻のカバー裏に登場。2-Cにおける本名不明生徒の一人。
隣子とほぼ同じ時期にモブとして登場していた。
性格は落ち着いている。意外と気配り上手。
当初は長めの髪だったが、次第に短くなっていき、ショートヘアになった。
外ハネの女子と仲が良い。常に一緒にいる。その他の友人は雪野、隣子、鬼怒川など。
好きな男子はいるらしい。
2年C組女子生徒B
12巻のカバー裏に登場。2-Cにおける本名不明生徒の一人。
男子との経験豊富だと思わせるような発言が何かと多い。
好きな男子はいるらしい。
ショートヘアの女子と仲が良い。常に一緒にいる。元々は別々に出ていたが、文化祭頃から、2人コンビとしての登場が多くなった。
髪型は前髪は真ん中分け、後ろ髪は外ハネ。
かおり
おかっぱ頭で背の高い女の子。苗字は不明。
「喫茶Rumble」で女の子を選ぶメニュー表の中に、「かおり」という彼女の名前が書かれていた。
当初は全く目立たない地味な存在だった。歩行祭編において、やっとスポットが当たる様になった。
歩行祭中に石山から好きな人の話題で話しかけられ、その後終盤ではいつの間にか、石山と良いムードになっていた。しかし卒業後は登場していない。
アニメ「スクールランブル」では、クラス替えの掲示板に寄留野香織という名前が書かれているが、彼女のフルネームかは不明。

#### 2年C組男子
播磨拳児（はりま けんじ）
声 - 高橋広樹

本編のもう一人の主人公。塚本天満に片思いをしている。
1年D組担任の刑部絃子は従姉であり同居している。
12月1日生まれの射手座でO型。
烏丸大路（からすま おおじ）
声 - 小西大樹
天満が片思いしている同級生。
10月28日生まれで蠍座。O型。身長175cm。1・20・22巻のカラーページ、11巻の扉絵、22巻のカバー裏に登場。
無口で教室ではいつもボーっとしているが、その言動には謎が多く、独特の感性を持つ。私服は全て学ランを模した物。クラスの女子からは「かっこいいけど、かなり変わっている人」と思われている。
高校2年になって3日目にアメリカに転校する予定だったが、天満の手紙が切っ掛けで1年後に延ばした。天満の事をどう思っているかはよく分からないが、普通に話せる数少ない相手であり、二人の距離は確実に縮まっている。
身体能力は人間離れしており、サバゲーでは麻生と沢近を瞬殺し、終盤では播磨と本気で殴り合い互角の勝負をした。実はプロの漫画家で「二条 丈（にじょう じょう）」というペンネームを持っている（代表作は「元禄自衛隊」）。「愛ピアニシモ」という恋愛漫画も書いている。播磨とは意外にいいコンビ。河童が大好き。雨の日は河童セットを愛用している。カレーが大好物。
実は重度の記憶障害に掛かっており、治療を受ける事がアメリカに旅立つ目的だった。天満が自分に好意を抱いている事は前から見抜いていたらしい。しかし、記憶を失ってしまう病を患っておりその事を踏まえた上で天満の事を避けていた。歩行祭において、海岸で天満に別れを告げるがそれを知って激怒した播磨との殴り合いによって、今まで心の奥底に封じていた自分の感情を露にし自分も天満が好きだという意思を表明した。
後に療養のために渡米するが、容態の悪化が進行しまったため、ほとんどの記憶を失ってしまう。その後、自分を追って来た天満と再会するが、当の烏丸は既に病にやられ記憶を失った状態だった。それから何年も天満の付きっ切りでの看病を受け、数年後少しだけ記憶を取り戻した。
主要人物の中で登場頻度は少なめだが、アニメのエンディングにおける声優キャスト欄では最初の列の上から2番目と、主人公の一人である播磨より上位に表示される。また、DVDで全ての回に登場しない巻でもメインキャストとして記載されている。
名前の由来は「烏丸通（旧・烏丸小路）」と京都の通りの名称「○○大路」。
花井春樹（はない はるき）
声 - 川田紳司（幼少期：伊藤実華）
メガネの学級委員長。
5月7日生まれで牡牛座。A型。183cm。78kg。7・14巻の表紙、4・18巻の裏表紙、22巻のカバー裏に登場。
律儀で努力家、質実剛健。播磨と同じくらいのバカだが、どこか憎めない性格。実家は「花井道場」という少林寺拳法道場で、自身も全国大会級の腕前。学業も優秀（志望校は東京大学）。料理も得意。が、思い込みが激しく、本能と完全に一致した言動を取ってしまう事が多い上に、固い性格のため普段の求心力はあまり無い。ただし、彼が腑抜けた状態になって大塚一人がクラスを仕切る時は大抵まとまらず、彼が復活しないと事態が進展しない事例が数多く見られる。八雲にゾッコンだが、袴姿見たさに合気道部を設立したり、追いかけるように部を転々したりと、間違った方向で一途なために敬遠されがち。
幼馴染で道場の同門の美琴とは兄妹のように仲が良い。幼い頃はいじめられっ子だったが、美琴に助けられ、それ以降は彼女を自身の目標とするようになった。今でも美琴の事を心から大切に思っており、彼女を苦しめる者に対しては決して容赦しない。
播磨との対立が多い反面、行動を共にすることも多い。D組委員長の東郷にライバル意識を抱いている。高野には頻繁にからかわれ、いつもろくな目に遭わされていない。
眼鏡は外すと割とハンサムで男前。サラからは「黙っていればかっこいい」と言われたこともある。将来の夢は弁護士。
自身のキャラクターソングはないが、彼が登場するシーンで使われるテーマ曲と言うべき専用のBGMが存在する（アレンジしたサウンドも数種類ある）。
塚本天満役の小清水亜美と、周防美琴役の生天目仁美は、好きなキャラクターに花井を挙げている。
今鳥恭介（いまどり きょうすけ）
声 - 岸尾大輔
第3のバカ。軽薄でナンパ好き、節操なしのモテ系男子。巨乳の女性を好んでいる。
4月14日生まれで牡牛座。B型。5巻の裏表紙、18巻の表紙、20巻のカバー裏に登場。
軟派な男になったのは、中学2年生の頃に海水浴で海に来ていた際、綺麗なお姉さんに逆ナンパされた事がきっかけであった。
「ポリシーが無いのがポリシー」という性格。初登場時と再登場後では、顔立ちがかなり異なっている。
西本軍団の五虎大将の一人。別名「ハミングバード」。
相手の胸を見たり触っただけで、胸のサイズがわかるらしい（本人曰く「今鳥アイ」）。
「義兄弟の契り」を交わしたほど、西本と仲が良い。二学期以降は播磨・花井・東郷とつるんでいる事が多い。
実家は美容院「ナウバード」。「破天荒ロボ ドジビロン」の大ファン。
元々お姉さん系が好みであったが（バストサイズはD以上が本人の最低条件）故に、2年C組の女子にはあまり興味がなかったが、周防美琴が巨乳の持ち主である事を知って以来、彼女を「ミコチン」と呼び、ちょっかいを出すようになる。
ララをからかってはボコボコにされている。
いつの間にかアプローチをされた一条と遊び感覚でデートをしていた。次第に今鳥自身も一条を意識するようになり、高校卒業後は一条と付き合うまでになったようである。
麻生広義（あそう ひろよし）
声 - 市来光弘
2年C組影の実力者。
6月27日生まれで蟹座。A型。8巻のカラーページ、9・20巻の裏表紙に登場。
無口で無愛想だが実は照れ屋。恋愛に関してかなりニブい。花井同様、文武両道な男で本人に自覚はないが、かなりモテる。実家が「講楽」というラーメン屋で、料理もうまい。将来、車を購入しようと考えている。
男子バスケ部に親友の菅と共に所属。来期のキャプテンに就任予定。
俵屋に協力をするために、女子バスケ部の臨時のコーチになった。これを切っ掛けに美琴と付き合うようになる。しかし、気持ちのすれ違いにより別れてしまった。
後輩のサラとは中華料理店「茉莉（メーリー）飯店」のバイト仲間。女性関係が少ない麻生にとって珍しく親しい仲。
菅柳平（すが りゅうへい）
声 - 保村真
麻生の親友。
7月11日生まれで蟹座。B型。8巻のカラーページ、19巻の裏表紙に登場。赤髪で、左耳にピアスをしている。
お調子者だが、友人思い。実家は漬物屋。名物・茄子漬と交換で好物のラーメンを麻生に集っていたり、麻生ファンの女の子を狙う等、性格は少し情けない。
男子バスケ部所属だが、ほとんど活躍出来ない。しかし、リレーに選ばれるように足は速い。
石山、斉藤、西本、吉田山との共演が多い。
かなりのラーメン好きで、「恋人はラーメン」は彼の名言。しかし、麻生やサラが出す実家の茄子漬入りのラーメン（サラが出したのは「ヌカだく」）は好きではない。
嵯峨野曰く、自分が相手をしなければ女子に相手にされないらしい。ただし菅曰く、彼女とは恋愛の対象としてよりは友達意識の方が強いという。
原作者小林尽曰く「自分に一番似ている存在」らしい。「描いているときはいつもノリノリ」とラジオ内で発言している。
奈良健太郎（なら けんたろう）
声 - 泰勇気
ごく普通の少年。
8月31日生まれで乙女座。A型。12巻の表紙に登場。
典型的なラブコメ主人公キャラだが、本作においては地味な存在。軽い妄想癖の持ち主。女の子にモテる事を望んでいるが、何をやっても空回りを重ねている。天満にほのかな恋心を抱いているが、優柔不断なため積極的に行動を起こそうとはしていない。
体育祭では、騎馬戦で天満とチームになり、適当に走り回って生き残りを狙ったが、天王寺に見つかり天満と共に一発で玉砕してしまった。
文化祭以降は水着ずもうチームの一員となり、西本や吉田山と行動を共にすることが多くなった。
終盤ではバレンタインデーにチョコを貰う等、ある女子から好意を持たれる描写があるが、相手は不明。
作者は季刊エス8号（飛鳥新社）のインタビューで、奈良は「普通っぽいキャラとしてわざと出して、やりやすいだろうと思ったら動かないキャラクターでしたね」と述べている。
マガジン2006年16号で、アニメ版の出演声優達からアテレコのインタビューにおいて、2期1話での「奈良君はサイテー！！」などと悲惨な扱いを受けてしまい、作者は巻末コメントで「奈良をそんなに嫌わないで」と語っている。
吉田山次郎（よしだやま じろう）
声 - 長瀬博高（一学期）→冨田真（一学期補習 - ）
自称「不良」。
2月14日生まれで水瓶座。A型。身長153cm。12巻の表紙、10巻の裏表紙に登場。
播磨の舎弟を装いつつ、密かに下剋上を狙っている。しかし、はなから相手にされていない。周囲から呆れる程に器の小さい男で、ほぼ全ての面において播磨に劣っているが、唯一髪の毛の高さに関しては勝っている。
沢近に憧れを抱いており、播磨に嫉妬をすることもしばしば。恋愛の面に関しても播磨に対しては、完全に一人相撲状態で、こっそり播磨の机に、沢近との相合い傘を落書きするといったせこい事しかできない。
播磨には本名を間違えて覚えられており、「吉田」と呼ばれている。
中学時代は坊主頭で、虐めに遭っていたらしい。高校では校内で不良のトップに立つため必死になって勉強をして、矢神高校に入学した。
西本軍団で伍長の地位。自ら「水着ずもう部」を結成させ、部長に就任した。
名前の由来は京都の吉田山。
西本願司（にしもと がんじ）
声 - 髙木俊
2年C組の「エロソムリエ」。
11月1日生まれで蠍座。AB型。12巻の表紙に登場。
温厚な性格の巨漢。エロネタに関しては造詣が深い。「西本会議（エロ・ミーティング）」を主宰し、男子の夢と希望を司っている。しかし、文化祭編からは水着ずもうを立ち上げるが、菅や石山ばかりか西本軍団の幹部である今鳥や冬木にも相手にされないなど、その求心力はほぼ失われるようになった。
仏のような風貌と感謝の意を込めて、2-Cの男子から「仏の西本」という異名を貰っている。
実家はビデオ屋「レンタルにし」。大量のAVを秘蔵している。AVを娘と呼び、他人に譲る事を「里子に出す」と言っている。
クラスメイトの大塚舞は幼馴染。容赦無くハリセンで引っ叩かれている。中学生の頃は人相が悪く、小学生の頃は今より痩せていた。
語尾に「ダス」と付ける癖がある（返事の仕方も「ダス」である）。
サバゲー以降は水着ずもうチームの一員となり、奈良や吉田山達と行動を共にすることが多くなった。
名前の由来は西本願寺。
冬木武一（ふゆき たけいち）
声 - 吉野裕行
2年C組のカメラマン。
10月22日生まれで天秤座。O型。
カメラに情熱を（間違った方向で）燃やす少年。西本軍団の一員。別名「しらさぎ」。通称「エロカメラマン」。
その情報収集能力を認めた西本がビデオ「三個の礼」で迎えた。
元々は戦場カメラマンを目指していたが、高校入学後、西本に見せて貰った無修正本で女体の神秘に目覚めてしまった。普通の写真を撮ることもあり、その腕はコンクールに入賞出来るほど。また、隠し撮りをした写真を学校の男達に売りさばいてもいる。
本人曰く、カメラ越しに人の恋心を見抜くという能力を持つ。実際に当たっている事が多いため、まんざらデタラメでもないようである。
運動神経はよくないが、逃げ足は速く、プールホッケーでは逃げながら周防に近づき、「周防さんのその胸に〜」と抜け駆けして男子を怒らせ、その勢いで水道ポンプを壊してしまい女子までも怒らせた。
文化祭ではバンドを立ち上げ、ドラムを担当する。
他人に対して気配りが出来、天満と烏丸の恋路をさりげなく後押ししている。交友関係は広く、女子からも意外に信頼をされている。数少ない烏丸の友人である。
クラスメイトの結城つむぎを意識している。
梅津茂雄（うめづ しげお）
声 - 太田直人
サワヤカ系男子（女子談）。
10月17日生まれで天秤座。O型。
陸上部所属だが、それほど速くはない。
城戸と交際をしているが、主導権は城戸に握られている。悩みも多く、様々な障害を抱え、城戸の奔放な行動に翻弄される毎日を送っている。
2-Cの男子から「可哀想な奴」と思われている。
高校在学中、城戸との関係について周りの意見では「潮時」と思われていた。しかし、卒業後も2人の関係は何だかんだで続いている。
「茂雄」という名前は、誕生日が長嶋茂雄の引退日と同じであるため付けられたという設定である（ただし、実際の引退日は1974年10月14日）。
田中一也（たなか かずや）
声 - 平川大輔
サッカー部主将。
10月20日生まれで天秤座。A型。10巻のカバー裏、8巻のカラーページに登場。
サバゲー中に、ドサクサに紛れて永山をデートに誘い、親密な関係になった。歴史が好きで、成績も良好。女子の人気も高い。それ故に西本軍団からは妬まれている。
地元のプロサッカークラブ「矢神ヤブサメーズ」のファン。同じサッカー部に所属している石山と仲が良い。
高校卒業後、永山と結婚する。
名前の由来はアニメ『スクールランブル』の音響監督・たなかかずや。
石山広明（いしやま ひろあき）
声 - 川原元幸
通称「その他」。得意なのは「兵隊の顔マネ」。初登場は4巻。8巻のカラーページにも登場。
当初は金髪だったが、修学旅行中に黒髪になった。
サッカー部所属。田中と仲が良く、当初は一緒にいる事が多かった。しかし、密かに狙っていた永山が田中の彼女となってしまう悲運に見舞われ、それ以降は菅・斉藤と行動を共にする機会が多くなった。
当初は絃子先生がモデルになるという情報だけだったのが気になるあまり、手紙を用いて男子に投げ渡そうとしたが隣の女子（鬼怒川）に当たってしまい見られてしまった。
性格はヘタレだが、恋愛に関しては意外にも積極的。クラスメイトの「かおり」と歩行祭以降仲良くなっている。
名前の由来はアニメ『スクールランブル』のスタッフの名前。
斉藤（さいとう）
とんがり頭が特徴。名前は不明。
鬼怒川に片思いをしているが、はなから相手にされていない。鬼怒川に近づくために色々と頑張ってはいるが、常に空回りしている。
男に媚びを売るタイプの女性は苦手らしい。
鬼怒川がS属性と称されていたために、菅、石山から「ドM」と呼ばれた事がある。
当初は台詞の無い背景キャラだったが、修学旅行で苗字が判明して、それ以降石山と共に急激に出番が増えた。
高校卒業後、鬼怒川は別の男性と結婚したため、失恋を経験する羽目になる。
アニメ『スクールランブル二学期』では出番が無く、出番のほとんどが石山か三沢に置き換えられている。
三沢伸（みさわ しん）
声 - 宮本克哉
演技派な男。8巻のカラーページに登場。
体育祭の騎馬戦では周防、麻生・菅と組んで右補助を務めていた。
2-Cの男子の中で特に余裕の感じられる存在。意外にも身体能力は高く、周防のために身を挺して特攻を仕掛け、戦死状態になるなど体育祭では地味に活躍していた。
サバゲーでフルネームが判明したが、田中や石山に比べると出番が少なく、後半はほとんど出番が無くなってしまう。
名前の由来はアニメ『スクールランブル』のスタッフの名前。
2年C組男子生徒A
声 - 鈴木考太
坊主頭の男子。8巻のカラーページに登場。2-Cにおける本名不明生徒の一人。
当初は目は大きめだったが細目に定着する。
体育祭の騎馬戦では沢近、播磨、吉田山と組んで左補助を務めていた。
サバゲーマニアでサバイバルゲームに関する知識が無駄に凄く、銃の扱いも詳しい。
2-Cの男子の中で割と冷静な性格だったが、次第に西本会議に入っていたなど、他の男子同様にバカをやるようになる（一人称も僕から俺に変わっている）。
カラーページにも登場し、第3回の人気投票でもエントリーされ、アニメにも登場していた。しかし最後までフルネームを明かす事は無かった。アニメ『スクールランブル二学期』に登場した際のエンドロールでは「男子A」と表記された。
2年C組男子生徒B
メッシュのかかったヘアが特徴。2-Cにおける本名不明生徒の一人。
プールホッケーの回（2巻51P）で既にそれらしい人物が登場していた最古モブの男子。斉藤やストレートヘアの男子と一緒にいることが多い。
アニメ『スクールランブル二学期』では彼らしき姿は見当たらなく、出番は無い。
2年C組男子生徒C
小柄な体型でストレートヘアが特徴。2-Cにおける本名不明生徒の一人。
よく菅のグループと一緒にいる。地味で出番こそ少ないが、2-Cのノリは十分に備わっている。
アニメ『スクールランブル二学期』だと、群集シーンで似たような髪形の人物は多く登場しているが、はっきり彼だとわかる人物は見当たらない。
2年C組男子生徒D
背の高さがトレードマーク。2-Cにおける本名不明生徒の一人。
単独台詞が2-Cの生徒で唯一無い。

### 1年D組生徒
塚本八雲（つかもと やくも）

声 - 能登麻美子
「School Rumble 増刊号」の主人公。天満の妹で、家事もこなす姉思いのしっかり者。
播磨拳児と複雑な関係にある。
3月23日生まれの牡羊座でAB型。
サラ・アディエマス (Sarah Adiemus)
声 - 福井裕佳梨
イギリス出身の留学生。
4月8日生まれで牡羊座。O型。身長160cm。6巻の扉絵、7巻の裏表紙、9巻の表紙、4巻のカバー裏、2巻のカラーページに登場。
教会のシスター。茶道部所属。
内気な八雲とは違い、誰とでも気兼ねなく話す事が出来る。野犬に襲われた八雲を助けた事がきっかけで、親しくなった。西洋人だが日本語を流暢に扱うことができ、中華料理も作れる。
麻生とは同じ中華料理店「茉莉飯店」でアルバイトをしている仲。店長の不在を二人だけで乗り切った事がある。周防との一件で落ち込む麻生を励ましたこともある。
孤児であり、幼い頃は幾つかの孤児院を巡って育ち、ロンドン市内のメアリという老シスターが院長の修道院で10年間暮らした後、日本へ留学。
幼少期は、かなりのお転婆だった。その名残からか、今でも多少やんちゃな一面を見せる事がある故、八雲と播磨の恋路を茶化すこともあった。
学校、教会、アルバイト、部活を全てバランス良くこなしている多忙な女子高生。なお、単行本で東郷率いる外人部隊に目を光らせて反応した。
制服に合わせて黒のストッキングを履いている（通常は黒のハイソックス）。
歩行祭終了後は、播磨・八雲と3人で塚本家で生活する事となる。
名前は読者公募による命名である。
自身がメインのイメージミニアルバム第7巻で、キャラクターソング「Best Friend」（作詞 - 竹中あこ、作曲・編曲 - 大森俊之、歌 - 福井裕佳梨）を披露している。ただし、他のキャラクターソングと同様メロディーをアレンジしたBGMは存在するが、数回登場した程度で他の曲のように多用されていない。
俵屋さつき（たわらや さつき）
声 - 伊瀬茉莉也
小柄なバスケ少女。
5月25日生まれで双子座。A型。10巻のカラーページに登場。愛称は「さっちゃん」。
天満・周防・一条・嵯峨野・ララと共に女子バスケットボール部を設立した（顧問は姉ヶ崎）。
麻生に恋心を抱くが、最終的には自分から身を引いて、周防に譲った。
早食い、大食いに関しては、男である播磨・花井を退けるほどの強さを誇る。
バスケや恋愛方面で支えてくれたララの事をとても強く慕っている。
バスケ部設立など初期は単独のエピソードが多く見られたが、後半からは稲葉・榛名と3人セットで登場する事が多くなった。
恋愛面に関しては、天満と気が合うようである。同級生の友人に八雲・サラ・稲葉・榛名がいる。
稲葉美樹（いなば みき）
声 - 大谷美貴
噂好きな少女。14巻のカバー裏、19巻の扉絵に登場。
ミーハーな性格で沢近の大ファン。花井の事を大好きだと公言している。
花井を相手に周りが止めるのも聞かず、ラブレターを贈ったり、抱きついたり等の積極的な振る舞いを行っている。
同じく花井の事が好きな結城に嫉まれているが、本人は気が付いていない。
普段から軽い言動が多いが、花井を狙っているのは決して冗談な気持ちではないようである。
爆弾発言が多く、趣味はカラオケ。どこかしら天満を彷彿させる振る舞いが多い。
意外にも料理の腕は一流の板前並。
大抵榛名と共に行動しており、後半以降は俵屋とも親しくなって3人で行動する事が多くなった。
元々それほど出番は多くなかったが、後半は八雲の友人として、登場回数は激増した（榛名も同様）。
東郷榛名（とうごう はるな）
東郷雅一の妹。14巻のカバー裏、19巻の扉絵に登場。
東郷の妹と言うことは小説にて判明。
本人曰く、口うるさい兄とは喧嘩ばかり。しかし兄妹仲は寧ろ良い方である。
真面目な性格で社交的。家族思いで料理上手。
好きな歌手はさだまさしで、これを切っ掛けに八雲と親しくなった。稲葉・俵屋の親友。天文部所属で結城の後輩にあたる。
稲葉と異なり、アニメでは台詞が無い。

### 2年D組生徒
留学生・帰国子女が多い。いつも常識を逸脱した行動を繰り返す東郷を信頼しているメンツばかりである。
ララ・ゴンザレス (Lala Gonzalez)
声 - 小林ゆう
メキシコ出身の留学生。
8月31日生まれで乙女座。B型。6巻のカバー表、11巻の裏表紙、19巻のカラーページに登場。
一条の親友にして好敵手。一条を一方的にライバルと見なし、事あるごとに勝負を挑んでくる。元は他校にいたが、一条と決着をつけるために矢神高校に転入した。その実力ゆえ一条・周防とともに「武神」と並び称される。
バイト先も一条と同じファーストフード店「ワスバーガー」。
並外れた怪力の持ち主で、メキシコではアマレスチャンピオンの称号を持っている。
一条を「イチ・ジョー」と呼び、また今鳥に「ゴリ女」という渾名を付けられている。
胸のサイズはDカップらしい。今鳥に頻繁にちょっかいを出され、その度にアイアンクローを喰らわすなどして一方的に叩きのめしている。
ワイルドかつ荒っぽい性格だが、実は動物が大好きで優しい一面も見せる。また面倒見も良く、後輩の俵屋を可愛がっている。後に数年後のララとさつきのオマケ漫画が描かれた。
日本語はカタコトで話す。南国生まれのためか、スケートは苦手。アパートに一人暮らし。作中で2回髪型を変えている。母親の名前はカレン。
東郷雅一（とうごう まさかず）
声 - 安元洋貴
2年D組学級委員長。愛称は「マカロニ」。
10月21日生まれで天秤座。AB型。11巻の表紙、17巻の裏表紙に登場。
体育祭におけるC組対D組のライバル関係を作った張本人。熱血漢でC組の事を良いライバルだと見なしており、何かに付けて勝負を挑んでくる。その熱血差は花井よりも勝っていて、花井のセリフを奪うこともあった。しかし、体育祭リレーでは花井の背後からの威圧（ビハインドプレッシャー）に敗れた。
イギリス・ロシア・ドイツからの帰国子女。ただし渡米経験は無いのに「アメリカに置いてきた魂が…」と言っている。
自信過剰で、自分が認めた相手の事を過大評価しがち。キザなセリフが特徴だが、言っている内容は結構適当。ハリーのことを一方的に「相棒」と呼んでいる。
暑苦しいばかりか、周囲の空気を読めていないなど、トラブルの発端になる事もしばしばある。しかし、稀に良い方向に事態を牽引することもあり、D組からは信頼をされている。
趣味は陶芸。常に鍛錬をしているために運動能力に関しては、花井や播磨にも引けをとらない。更に麻雀が強い。
将来は宇宙飛行士になるのが夢。天満を好いており、宇宙で天満と結婚式を上げる事を考えている。
高野と組んで、何かを画策する事が多い。
歩行祭で暴れ出した播磨を鎮めるために外人部隊を率いて出動するが、あっさりと倒されてしまった。
1年D組生徒の榛名は、彼の一歳年下の妹にあたる。
名前の由来はスクールランブル担当編集者の妻の出身地と編集者自身の名前。
ハリー・マッケンジー (Harry Mckenzie)
声 - 檜山修之
アメリカ出身の美形留学生。
11月17日生まれで蠍座。B型。
身体能力抜群。播磨・花井と何回か戦った事がある。
女性にモテモテ。あしらうのも上手い。一条の事を気に入っているようだが、あまり深く掘り下げてはいない。
本編登場は5巻。しかし1巻の2話目でハリー・マッケンジーという名前はクラス替えの掲示板の中に登場している。
この名前が原因でよく「播磨拳児」と間違えられる事が多い。
当初は日本語に疎かった。播磨を終盤でもハゲでもないのに「サカヤキボーイ」と呼んでいた。
烏丸の転校時、高野の要請で東郷と共に空港へ向かう播磨と天満を助けた。更に烏丸の記憶が戻った記念のパーティーに天王寺や東郷と共に出席していた。
天王寺昇（てんのうじ のぼる）
声 - 志村知幸
不良。スキンヘッドの巨漢。
3月28日生まれで牡羊座。A型。
播磨の事をライバル視し、何回か決闘を挑んでいる。しかし、本当は心の奥底で播磨の事を認めている。初登場は鼻にピアスをしており、偶然にも天満との待ち合わせと、決着の場所が同じだった。
家は網本。フランスに2年間滞在していたという経験を持つ帰国子女。
とても兄妹だとは思えないほどの、可愛らしい小学生の妹・美緒がいる。
天満に好意を抱いている。また、美人に惚れやすいという弱点を持っている。
体育祭の騎馬戦時には巨大化したが、フォークダンスでは元の大きさに戻っている。
名前の由来は、大阪府にある天王寺区から。

### 教員
刑部絃子（おさかべ いとこ）
声 - 浅川悠
矢神高校物理教諭。
8月18日生まれで獅子座。A型。身長168cm。5・17巻のカバー裏、8・20巻の表紙、15巻の扉絵・カラーページに登場。
1年D組の担任で、茶道部の顧問。播磨の従姉であり、家賃を半分支払う事を条件に播磨を居候させているが、学校では隠している。播磨が「絃子は俺のイトコ（従姉）」と発言して、周りに誤解を招く事が多い。
実は札付きの悪だった中学生の頃の播磨が自活を始めたと聞いて、少しは認識を改めたようだが挫折し、家に舞い戻ろうとしたもののみっともなくて入れず、家の前をうろついていたところを絃子が見かねて拾ったのだという。その播磨の事はからかいつつも、一応心配はしているようである。
淡白な性格で、晶から生徒に興味を持った方が良いと釘を刺されている。しかし、高校生の頃は現在と違ってかなりキレやすく短気な性格をしていた。その名残からか、現在でも播磨にきつい制裁を加えることがある（アニメではそのような描写はほとんどない）。
スタイルは抜群で同性にも惚れられてしまうほどである。しかし、その実態は播磨が畏怖の念を抱くほどで、刑部の話題で盛り上がる男子を尻目に播磨が「絃子の恐ろしさを知らない」と言ってひたすら沈黙を保つしかないほどである。常にクールだが、予想外の出来事に遭遇すると別人のように固まってしまう事もある。
学校では時折眼鏡を着用している。アニメ版では明確な理由は不明だが、寝室に凄まじい数のトラップを仕掛けており、忍び込んだ播磨は酷い目にあった。
モデルガンを沢山所有している。その影響でサバイバルゲームに影で加担していた。アニメ2学期のおまけではハッキング能力もあるらしく、西本軍団のコンピュータに胸のある女性ではなく、モザイクを解除すると播磨の尻だったという恐ろしい画像を送るという報復をする。趣味で通信機の類も作っている。
プランク定数を好み、5桁×5桁の掛け算を暗算で3秒以内に計算してしまう。
過去にバンド活動でギターを弾いていた事があり、プロのギタリストになれる素質を持っていたらしい。
播磨にとってファーストキスの相手らしいが、詳細は不明。
実は矢神高校の卒業生でもある。
大学卒業の頃、数多の大企業から入社推薦を貰っていたのだが、「企業で働くのは性に合わない」と蹴ってしまったという。
播磨が沢近のニセ婚約者になると、播磨を家から追い出した。
『スクールランブルZ』の最終回において、播磨と別れ別れになる際、寂しそうな表情を浮かべていた。
笹倉葉子（ささくら ようこ）
声 - くるまどあきこ（一学期・一学期補習）→平野綾（二学期・三学期）
矢神高校美術教諭。
7月18日生まれで蟹座。A型。5巻のカラーページ、15巻の扉絵、17巻のカバー裏、20巻の表紙に登場。
絃子にとって、高校時代からの旧友。矢神高校の出身だが、大学は別々だったようで絃子が通う大学からはかなり距離のある美大に通っていた。
絵画は個展を開けるほどの腕前を持っている。しかし、キュビズムで描く事で知られている。
性格は天然ボケ。
ドライビングテクニックはかなりのもので、愛車は真紅のNSX。
絃子の弱点を握っている節がある。また、播磨の事を昔から知っている数少ない人物。
絃子の大学時代のサークルイベント「奥さんにしたい女（ヒト）選手権」において、他校の学生だったにも関わらず票を独占して一位に輝いた事がある。
姉ヶ崎妙（あねがさき たえ）
声 - 大原さやか
矢神高校養護教諭。
3月3日生まれで魚座。B型。10巻の表紙、3・13巻のカバー裏に登場。
矢神高校に赴任する前、播磨を一時期自宅に居候させていた事がある。雨の中、酔っ払って家に帰る途中で矢神公園のブランコに座り呆然としていた播磨と出会う。その時に自分も失恋したと述べていたが、実は播磨を気遣ったための嘘であった。後に八神高校の保険医に赴任し播磨との再会を喜ぶが周りからは不審な目で見られるようになった。終盤ではほとんど登場せず播磨にからむことはなく、谷先生の昔の関係を知る。
矢神高校男子生徒にとって天使のような存在。
沢近の播磨に対しての気持ちを見抜くなど、恋愛で辛い経験を沢山しているためか、恋愛相談に関しては割かし得意。自称「百戦錬磨の強者」。
実は姉ヶ崎も高校生の頃は、今の様子からは想像も出来ないくらい純情であった。好きな人のために、マフラーやセーターを編んだが、結局渡せずじまいに終わった事もあったという。
普段は大人の余裕を見せている。しかし性格は案外子供っぽい。
女子バスケ部の顧問。しかしバスケに関する知識は皆無と言ってよい。
播磨のペンネームを捩って、播磨の事を「ハリオ」と呼んでいる。
名前の由来は、千葉県の姉ヶ崎。
谷速人（たに はやと）
声 - 保村真
矢神高校英語教諭。
7月20日生まれで蟹座。O型。13巻のカバー裏に登場。
2年C組学級担任。しかし、先生として威厳は薄い。2-Cの生徒らに毎回毎回振り回されている。
2-Cの生徒に関しては自主性を持ったしっかりしている生徒だと認識している。
実は野球選手になりたかったのだが、挫折し教師となった。
また学校で1、2を争う問題児だった播磨の事を普通に扱っているため、播磨にとって（従姉である刑部を除いて）唯一心を許せる教師である。
播磨が退学届と間違えて恋文を渡した際には通知表にて真意を問うなど動揺を隠せないでいた。成り行きで播磨と映画館デートをしたこともある。
同僚の姉ヶ崎に好意を抱いている。しかし、財布役として扱われる一方、あまり進展は無い。その上播磨と姉ヶ崎が一緒にいるシーンを見て、涙ぐみながら走り去るシーンが2回ある。
男子バスケ部の顧問。青森県出身。
2年D組と担任の加藤が苦手。加藤に怒りをしめす事もあった。一度加藤を利用することもあったが失敗に終わる。
恐竜のぬいぐるみフィギュアを集めている。怒りを示すときの背景も恐竜だった。
郡山（こおりやま）
声 - 安元洋貴
矢神高校体育教諭。
生徒指導を担当している。アマレス部顧問。
通称「ゴリ山」。
体育教師であるが故か、竹刀を常に愛用している。
女性に対する免疫は無く、文化祭の冴子に思わず「はじめまして〜」と乗ってしまうこともあった。
修学旅行の際、自分の生徒には厳しく制限をしながら、理事長代理の権威から好き勝手をするイギリス本校の留学生達には黙認するなど、相手によって態度を変える傾向がある。
加藤（かとう）
声 - 上別府仁資
2年D組学級担任。担当科目は不明。
通称「カトセン」。
遠回しにC組を見下している嫌味な性格。くどくどと堅い話ばかりするため、生徒からの人気は全く無く、むしろ嫌われている。
モノが片付かないのが気になる性質らしい。
得意は雑学。
一旦語り始めるとトコトン長くなり、酒を飲むと更に長くなる。
金崎（かねさき）
矢神高校生物教諭。
谷とは同期。飾らない性格で、思った事をハッキリ言うタイプ。
好みは「頭のイイ女」。
姉ヶ崎の事を「生態系では捕食される側」と評価している。
名前はアニメ『スクールランブル二学期』の監督・金﨑貴臣から（こちらは漢字が「金﨑」であり、読みは「かなさき」）。
笠稔持（りゅう ねんじ）
矢神高校教諭。
普段は姿を見せないが、留年しそうな生徒の前に警告として姿を現す。その警告に耳を貸さなかった場合留年が確定することから「留年先生」と呼ばれている。
「矢神高校七不思議」の一つに加えられている存在。
白髪で、かなり渋い外見。1巻では1コマだけ登場している。アニメ一学期では台詞もあったが、声優は不明でクレジットされていない。
理事長
本名不明。姿を見た者は、誰もいないらしい。天満たちの勝手なイメージで巨体の白髪の白ひげ姿、校訓の「航海しても、後悔するな」ということから鬼哭丸船長や、ジンガマ編集長の兄弟だったということを匂わす描写だったが、『Z』において伊東又吉だったということが判明。
理事長Jr
本名不明。理事長の息子。
女性に対して口はうまいが、人を踏み台にすることが多く、男性陣からは嫌われている。

### イギリス本校の生徒
マックス
イギリスグループの見かけ上のボス。15巻カバー裏に登場。
空手を習っていた為に喧嘩に強い。「狂犬（マッド）」の異名を持っている。一応、日本語は喋れる。
沢近とは中学時代の同級生である。「ハーフジャパニーズ」と呼び罵っていたが、本当は沢近の事を好いていた様子。
中学時代は目元に傷跡がなかった。
一度は播磨に勝つも、恋に目覚めた播磨に敗れる。その後恋の相手が沢近と勘違いして以降、終盤は沢近に対しての思いを消してしまう。
本人曰く便器一杯のゲロに顔を突っ込むような目にばかり遭っていた。不良に見えるが、根っからの悪人ではない。
実は学校に行けない立場の掃溜めの中にいるゴロツキだった。が、ショーンに喧嘩に強い所を目に付けられ「用心棒」として、雇われていた。
「報われねぇな」が口癖。
終盤では、沢近が家を守る為にショーンに嫁ぎに行こうとしている事を知り、沢近を助けてくれと播磨に頭を下げ、頼み込んでいた。実は沢近がショーンの婚約者になったのは、マックスとショーンのいざこざに巻き込まれただけであり、それを自分の手で解決が出来ない不甲斐ない一面があった。
『スクールランブルZ』の最終回において、沢近絡みでショーンに反抗したらしくその事で用心棒を解雇された模様。そしてショーンと袂を分かつ。その後は、サミュエル・ミックと共に日本の矢神高校に残り、播磨に沢近を託した。
名前の由来は、メル・ギブソン主演のバイオレンス映画『マッドマックス』から。
ショーン
イギリスグループの真のボス。
名家の子息で沢近の婚約者。にも関わらず、一条をはじめとして複数の女子に手を出している。
かなりの美男子。長い金髪、青い瞳を持っている。
表面上は爽やかな笑みを浮かべているが、内面は尊大そのもので、自分が常に人の上に立っていないと気が済まない性格の持ち主。
沢近との婚約に関しては、別に沢近を愛している訳ではない。中学時代に生意気だった用心棒のマックスに主従関係を見せ付けるために沢近を利用していただけに過ぎなかった。
マックスを親友と呼ぶ一方で見下している節がある。
東郷・ハリーとは旧知の仲。
最終的にマックス・沢近との騒動がどのような結末を迎えたのかは不明。
『スクールランブルZ』の最終回において、マックスや沢近を弄ぶ事に飽きたのか、マックスとの用心棒契約も沢近との婚約も破棄して、何事もなかったのようにウィリーを連れてイギリスの本校へ帰って行った。
サミュエル
イギリスグループの一人。大変な巨漢。髪型はアフロ。通称「サム」。
お笑い好きでお笑いの勉強をやる為に日本に留学した。
ミックと仲が良い。また同じお笑いの繋がりで天満とも親しくなった。
吃音の癖があり、そのせいで天満から間違えて「ササミュエル」と呼ばれている。
怪我をして動けない花井を担いで連れてくるなど、イギリスグループの中では一番の善人。マックス同様、「用心棒」としてショーンに雇われている。
『スクールランブルZ』の最終回において、マックス・ミックとともに日本の矢神高校に残った。
ミック
イギリスグループの一人。出っ歯、そばかすが特徴。小柄で動きがすばやい。
サミュエルと仲が良い。
性格は見た目通り小物っぽい性格である。
マックス同様、「用心棒」としてショーンに雇われている。
『スクールランブルZ』の最終回において、マックス・サミュエルとともに日本の矢神高校に残った。
ウィリー
イギリスグループの一人。黒髪で、眼鏡をかけている。冷静な性格。大塚曰く「花井以上に頼りになる」。
ショーンの腰巾着と思われるが、詳しくは不明。時々ショーン以上に冷酷な一面を見せる。
意外にもノリは良い。
『スクールランブルZ』の最終回において、ショーンと共にイギリスへ帰って行った事が判明。

## メインキャラの関係者

### 家族
中村（なかむら）
声 - 前田剛（一学期）→岩崎征実（二学期 - ）
沢近家の執事。
生年月日・星座・血液型全て不明。
元軍人で、多くの武器に精通している。
サバゲーに女装（沢近に変装）して参戦したが、その実力は本物。その際刑部と一戦を交え、彼女の事を「戦場に咲く花」と評して、好意を抱くようになる。
沢近の父に大恩があるらしく、沢近に近づく男を全て抹殺しようとする。しかし沢近の恋心には気付いているらしく、何かと沢近と播磨をくっ付けたがる。その故、沢近に変装した上、女性下着姿で播磨の目の前で風呂場へ入ったことがある。
本編では「ナカムラ」と表記される事が多い。
スズキマサル
声 - 安元洋貴
沢近家のコック。
子供の頃、南米の小国で当時軍人だった中村に救われた。当時は可愛らしい少女のような子だったが、今ではむさ苦しい男へと変貌を遂げた。
腕っ節が強く、人見知りな性格。会話能力に難がある。男だが母に憧れてメイドの格好をしている。
播磨修治（はりま しゅうじ）
声 - 三瓶由布子
播磨拳児の弟。
11月30日生まれで射手座。A型。16巻カバー裏に成長した姿で登場。
生意気な小学六年生。八雲が好きで、場所を知ってからは矢神高校茶道部に出入りしている。
高野とも知り合い。
非常識な兄に比べるとマトモだが、家出のフリをして塚本家に近づくなど、ストーカーまがいな行動や美人にモテるという所は兄と似ている。学校の成績はいいらしい。また、クラスでは不良生徒を沈める役割を担っている。
八雲からはカミナリ小僧と呼ばれていたが、いつの間にか天満と八雲は播磨の弟だったことを知る。アニメでは兄弟だったというシーンが追加された。
天王寺美緒（てんのうじ みお）
声 - 矢作紗友里
天王寺昇の妹。だが兄とは全く似ていない。16巻カバー裏に成長した姿で登場。
播磨修治の同級生で、修治が好き。八雲に憧れている。
名前の由来は、大阪の天王寺にある商業ビル「天王寺ミオ」から。
一条康介（いちじょう こうすけ）
声 - 佐藤利奈
一条かれんの弟。
8月29日生まれで乙女座。O型。
腕白な小学二年生。サッカーとドジビロンが好き。今鳥のことを兄貴のように慕っている。
沢近の父
声 - 井上和彦
本名不明。
イギリス人。海外を飛び回っている実業家で、娘の愛理とは滅多に会えない。
英国貴族の血筋に当たる。
顔は描かれていない。
設定資料集や小説では、戸籍上は沢近の父ではなく、沢近の母とは別にイギリスに本妻がいるとされている。
沢近の母
声 - 天野由梨
本名不明。
日本人。現在は京都に在住しており、娘と一緒に居てあげられない事に罪悪感を覚えている。
言葉は京訛り。体が病気で衰弱しているため、働けない体。沢近の父と同じく、顔は描かれていない。
小説版では、昔、京都で芸者をやっていた頃に、仕事で日本にやって来た沢近の父と知り合って恋に落ち、身請けされ、沢近を出産し、一緒に渡英したが、夫には本妻がいたため沢近を連れて日本に戻ったとされている。
塚本姉妹の父
声 - 井上倫宏
八雲の想像のシーンのみに登場。後ろ姿が少し播磨に似ていた模様。台詞も八雲が「お父さん?」と想像するのみだった。
塚本姉妹の回想シーン等で時折触れられてはいたが、死別なのか、それとも別居なのか、両親との関係は最後まで語られず、連載は終了した。
花井弥三郎（はない やざぶろう）
声 - 蓮岳大
花井春樹の父。
江戸時代から続く剣術道場を、父（春樹の祖父）との決闘後に譲り受け、少林寺拳法の道場として生まれ変わらせ、その当主になった。小学生時代、春樹は不本意に拳法を習わされていたため、父に反感を抱いていた。
花井家は江戸中期頃から、矢神藩の剣術指南役であった。アニメ二学期第一話では花井は「花井弥三郎春樹」と名乗っていた。
花井千鶴（はない ちづる）
花井春樹の母。
夫とは駆け落ちで結婚。周防の母とはカラオケ仲間。
周防の父
声 - 西凛太朗
本名不明。
周防工務店の頭。娘の美琴をよく恋愛話でからかうが、その度に手痛いお仕置きを喰らっている。
周防の母
声 - 一木美名子
本名不明。
娘の美琴同様に家庭的。夫と同じくよく美琴をからかうが、こちらの方がやや計算高い。美琴が2、30歳老けたような容姿をしている。
嵯峨野の祖母
「市立矢神病院」に入院している。
恵が小さい頃から彼女の面倒を見ていた。
ひょんな事から心が伊織と入れ替わった事があり、その際学校での恵の動向を調べるために、猫の格好を利用して矢神高校に潜入した事がある。
柊素子（ひいらぎ もとこ）
高野晶の異父妹。
体が弱く入退院を繰り返しているが、性格は元気が良く、小学生の割にませている。塚本天満とどこか彷彿させる部分がある。
父親は違うものの、晶の小説を気に入り、晶を慕っている。
ペドロ・ゴンザレス
声 - 小原雅一
ララの父。1月17日生まれで山羊座。O型。
元はプロレスの選手で、リングネームは「ラ・ロッカ」。怪我が原因で引退した。性格は天然ボケ。現在はメキシコで、一人娘の帰りを待っている。
後にその状況に耐え切れず、娘に会いに祖国から来日した。その後は東郷家で影武者を演じたり、無理やり歩いて帰国（周りはもちろん海）したりもした。
カレン・ゴンザレス
ララの母。ペドロとは別居している。本編未登場。
東郷兄妹の父
某国政府の要人で、帰国する際は11人の影武者を連れている。マスクを被っていたため、素顔は不明。ララの父も10番で演じていた。変装が得意のようで11番のパンダだったらしい。

### 鬼哭丸
船名の由来は大谷曰く「鬼も哭いて逃げる地獄」から来ているとの事。クルーの腕力は常人と比較すると桁違いで、播磨ですら敵わなかったほど。
五島玄海（ごとう げんかい）
声 - 石井康嗣
マグロ漁船「鬼哭丸（きこくまる）」船長。
談講社編集長・五島雄山の兄。
5月18日生まれで牡牛座。A型。
恐ろしいオーラを放つ巨漢の老人。播磨に「師匠」「オヤジ」と呼ばれ慕われている。「総員、警戒!!!」という言葉で様々な指示を送る。
以前は漫画家だったが、単行本2冊分の読みきりのみで大成しなかった（しかも、内容もかなりつまらないものらしい）。
播磨に漫画を描く事のイロハについて教え、マグロの背骨付きのペンを手渡した。
名前の由来は、苗字が長崎にある五島市、名前は玄海灘から捩っている。
大谷鰯（おおたに いわし）
声 - 前田剛
「鬼哭丸」幹部。
スキンヘッドが特徴。漁師なのに泳げない。惚れやすい性格で時々言葉使いが女言葉に変わる。別名「愛の海に生きる男」。
趣味は新人いびり。しかし本当は好きな相手を、とことん苛めたがる天邪鬼な性格。播磨に好意を抱いている。播磨に対する呼称は「ポンチエ（昔の漫画の別名から）」。
フルネームはアニメにおいて判明。読みは「おおたに」だが、時折「おおや」と表記されていた事があった。

### 談講社
五島雄山（ごとう ゆうざん）
声 - 石井康嗣
「週刊少年ジンガマ」編集長。元漁師。
3月28日生まれで牡羊座。AB型。
五島玄海の弟。幼い頃は病弱だったが、現在は兄をも遥かに上回る巨漢となり、威圧的なオーラを放っている。30年間、一回も笑った事が無いらしい。
八雲の事を高評価しており、卒業後編集部に来るように誘っている。
犬が大好きで、常に子犬を連れている。実在の元少年マガジン編集長野内雅宏も犬好きとして知られている。
三井雅顕（みつい まさあき）
声 - 泰勇気
播磨・烏丸の漫画担当。
10月20日生まれで天秤座。A型。
「週刊少年ジンガマ」の編集者。元文学青年だが、会社の事情によってマンガ部署に配属。
仕事はいい加減で、人の名前を覚えない。播磨の事も間違えて「田沢君」と呼んでいる。しかし、面倒見は良い。
ある風俗嬢に、給料の大半を費やしている。
豊川秀吉（とよかわ ひでよし）
談講社のライバル関係に当たる学集館「週刊少年ジャンデー」編集長。
ジャンデーの編集者を殴った播磨が謝罪に訪れた際、その堂々とした態度に惚れ込み、一時はヘッドハンティングを狙っていた。しかし、播磨が馬鹿だったので諦めた。
名前の由来は、豊臣秀吉から。
ハムカツ
富山から、プロを目指すために上京した2人組の漫画家の卵。談講社に漫画持ち込みをした。
播磨を二条丈だと勘違いし、そのままいつの間にか播磨の取り巻きになった。
まんが道における藤子不二雄のパロディキャラクターである。

### バイト先の関係者
陳（ちん）
サラ、麻生が働いているバイト先の中華料理店「茉莉飯店」の店主。
横浜中華街出身。妻子がいる。お人よしで少々うっかり者。
井上（いのうえ）
一条とララが働いているバイト先の「ワスバーガー 矢神店」の店長。
ララの働きぶりの酷さに日々困惑している。しかし余ったハンバーガーをいつもララに持ち帰らせてあげている等、お人よしな所がある。
飯田橋（いいだばし）
声 - 川原元幸
八雲のバイト先で天満達がよく行く喫茶店「メルカド」のマスター。女言葉で話すちょっとそっち系の中年男性。耳に十字架のイヤリングをしている。
コスプレが大好きで、「日替わり制服」を売りにしている。お勧め料理は「ハリケーンパフェ」。
店のモデルは、西武池袋線江古田駅北口にある「カフェメルカード」。
鈴木（すずき）
「ワスバーガー 矢神店」で働くイケメンの大学生。一条のバイト仲間。
一条に優しい言葉をかけ、クラブにも誘う等、モーションをかけるが、本当は一条の事は遊びとしか考えていない様子。
格闘マニア説が浮上している。

## その他
役舎丸広事（やくしゃまる こうじ）
声 - 藤原啓治
日本映画界を代表する俳優。ハリウッドに進出予定。
1月11日生まれで山羊座。AB型。
連続時代劇「三匹が斬られる!」において、主人公の一人「万石」を演じている。時代劇『三匹が斬る!』で役所広司が演じた「千石」のパロディ。
渋い親父に見えて性格は天然。役者バカなためか、どこか抜けている。
矢神市では播磨と、修学旅行先では天満・沢近と対面した。
高橋英鬼（たかはし ひでき）
時代劇俳優。「三匹が斬られる!」で、主人公の一人「上様」を演じている。『三匹が斬る!』で高橋英樹が演じた「殿様」のパロディ。
秋風亭小夜（しゅうふうてい こよる）
時代劇俳優。「三匹が斬られる!」で、主人公の一人「イカ」を演じている。『三匹が斬る!』で春風亭小朝が演じた「タコ」のパロディ。
伊東又吉（いとう またきち）
声 - 上別府仁資
自称、花井春樹の師匠。
5月5日生まれで牡牛座。O型。
普通の老人だが、周防の素性を一発で見抜くなど、案外凄いのではないのかと思わせるような一面がある。
明子という孫娘がいる。
「オトすなら今じゃぞ」という決め台詞を持っている。
神津正弘（こうづ まさひろ）
声 - 千葉進歩
美琴の初恋の相手であり、2学年上の先輩。
高校受験の家庭教師として美琴に付いた。無理矢理道場に入れられて、努力する姿に美琴が惚れたらしい。矢神学院高校を卒業後、東京の大学に進学し、彼女（声 - 那須めぐみ）を連れて帰郷した。
容姿は目を前髪で覆い隠している為、よくわからない。
幽霊の女の子
声 - 佐藤利奈
遅い時間の校舎に時々現れる事がある幽霊。八雲が3回遭遇している。
正体は謎に包まれている。
何かにつけて八雲の心の中を見通しており、八雲の能力の事も知っている。髪を自在に伸ばすことができる。大人になれない子供の姿なので、異性を好きになるという行動が理解できない。アニメ二学期では八雲が子供の頃父から「迷子のユーレイちゃん」という絵本の幽霊と同一人物である描写があり、原作終盤では逆輸入された描写がある。
百合っぺ（ゆりっぺ）
声 - 洞内愛
谷の地元の同級生。本名不明。
2月13日生まれで水瓶座。A型。
谷の思い出の中に登場した。得意料理は「どんぐりクッキー」。高校卒業後は、仙台の専門学校に進学したらしい。
ジョルノ
声 - 山本麻里安
イタリアにいた少年。マフィアのボスの御曹司。
マフィアのレジーノに命を狙われたが、高野の助けでファミリーを守った。高野曰く「あの男」に面影が似ているらしい。
ただし、彼の登場回については、ただの作り話、高野が作った同人ゲーム（アニメ一学期を受けた小説版の設定）、本当の話（アニメ二学期・CDドラマ）など、様々な解釈がある。
吾郎（ごろう）
声 - 稲田徹
矢神湾岸道路において、Gファントム（漆黒のGTR）の後部座席に乗り、心の中で実況をする男。それによって、自分が運転しているような感覚が味わえるらしい。
運転免許は持っていない。
小島亜矢（こじま あや）
200回突破記念の特別編において登場した研修中の鑑識官。
本編には登場しない。
モデルはアニメ『スクールランブル』のコスプレ衣装を手がける、コスプレ衣装製作・販売企業のコスパにおけるスタッフの一人。
TVリポーター
声 - 山本麻里安
入局3年目のリポーター。本名不明。
矢神神社でのライオン目撃情報や「ヤガちゃん」など、特ダネを求めて、矢神町へ度々やってくるリポーター。ツッコミ上手。
良介（りょうすけ）
播磨修治の同級生。
クラス一の悪ガキ。しかし一日体験入学に来た播磨を野獣だと恐れ、その播磨を一発で黙らせた一日体験教師役の天満の事を一番強い人物だと評価している。
川合（かわい）
刑部の大学時代の同級生。増刊号で新郎として登場した。新婦は刑部の高校時代の同級生であり、彼自身は当時刑部の事が好きだった様子。IT企業「講談商事」に勤務している。
雨ふらし親子
里を渡り歩いて、雨を降らせる妖怪親子。
本来は無口だが、父は豪快な性格。人見知りの激しい息子はひょんな事からサラと出会い、その妖力で火事から教会を救った。
暴れ駕籠
矢神高校の修学旅行中、突然京都太秦・映画村に現れた謎の生き物。
気性が荒い性格で「暴れ駕籠ボディプレス」という必殺技を持っている。「暴れ駕籠の伝説」という逸話がある（高野談）。更に小さな子駕籠という逸話もあるらしい。
佐野（さの）
声 - 泰勇気
2-Aの生徒。沢近に告白するが玉砕した。
その後は一切登場していない。
大食い三兄弟
2-Bの名物兄弟。本名は3人とも不明。
「騎馬戦」に向けて30kg増量をしたらしい。全員が同じ顔・声・体格をしている。三つ子。
その後は一切登場していない。
泡松綾一（あわまつ りょういち）
花井、東郷を押しのけ、新生徒会長に選ばれた謎の一年生。名前の由来は泡沫候補から。
メアリ院長
サラが10年間過ごしていたロンドンの修道院の院長。サラの恩師である。
ユパ院長
サラが住みこみしながら生活している、矢神町の教会の院長。

## 動物
伊織（いおり）
黒猫。塚本家で飼われている。
性別は雄。額に×印の傷跡がある。
元は捨て猫だったが、それを見かねた八雲が毎晩餌をあげているうちに八雲に懐く様になり、いつの間にか塚本家の飼い猫になった。
八雲の膝の上で寛いでいる反面、天満の事はややウザがっている。
時々、不思議な能力を発揮して、天満や八雲等と精神が入れ替わり、また何回か擬人化をした事がある。
1回目の擬人化では中学生ぐらいの少年だったが、2回目ではスラッと背の高い青年の姿に変わっている。
恋猫が出来たが、天満の性格故に破局となった。
ピョートル
声 - かないみか
播磨が以前飼っていたキリン。
絃子には「6番」という番号で呼ばれていた。現在は動物園で暮らしている。
のんびりした性格で物忘れが激しく、播磨に飼われていた時の事を忘れている。
播磨が飼っていた動物の名前は歴史上の著名人から取られており、これはピョートル1世からの命名。
ナポレオン
声 - 清水香里
播磨が学校で飼っているブタ。
元々播磨の元に集まった動物の一匹だったが、その後唯一動物園に引き取られず、現在も学校で暮らしている。
体育祭に乱入して、梅津をひき逃げした事がある。
名前の由来はナポレオン・ボナパルト。
空太（くうた）
矢神動物園のレッサーパンダ。
身長が3mあり、その可愛い顔が人気を誘った。動物園側はその巨体にかなり手を焼いている様子。実はかなり凶暴。
何回も脱走をして、その度に花井とは何回も出くわしては戦いを繰り広げている。
シャーリー
白猫。性別は雌。伊織のガールフレンド。
擬人化された際には、大人しめの品が良さそうな女性として描かれている。
伊織とは結婚を前提にした付き合いだったが、塚本家にお邪魔をした際、コーラで酔っ払った天満に酷い目に遭わされて、それが原因で破局となった。
アレクサンダー
播磨が連れていた蛙。
播磨曰く「とても優秀」。しかしこれは播磨の意見じゃないのかと沢近が疑っていた。
アナスタシア
播磨が飼っているペンギン。名前はアナスタシア皇女からの命名。
イメージアルバム「塚本八雲」にのみ登場。
シーザー
沢近家で飼われている白い大型犬。洗浄などは主に沢近本人がやっている。